# Melanie Pfeifer
Melanie Pfeifer (Fráncfort del Meno, 25 de agosto de 1986) es una deportista alemana que compite en piragüismo en la modalidad de eslalon. Ganó 4 medallas en el Campeonato Mundial de Piragüismo en Eslalon entre los años 2010 y 2015, y 7 medallas en el Campeonato Europeo de Piragüismo en Eslalon entre los años 2009 y 2016.

## Palmarés internacional
| Campeonato Mundial | Campeonato Mundial             | Campeonato Mundial | Campeonato Mundial |
| Año                | Lugar                          | Medalla            | Competición        |
| ------------------ | ------------------------------ | ------------------ | ------------------ |
| 2010               | Liubliana (Eslovenia)          | Medalla de plata   | K1 por equipos     |
| 2011               | Bratislava (Eslovaquia)        | Medalla de bronce  | K1 por equipos     |
| 2014               | Deep Creek (Estados Unidos)    | Medalla de bronce  | K1 individual      |
| 2015               | Londres (Reino Unido)          | Medalla de bronce  | K1 individual      |
| Campeonato Europeo |                                |                    |                    |
| Año                | Lugar                          | Medalla            | Competición        |
| 2009               | Nottingham (Reino Unido)       | Medalla de bronce  | K1 por equipos     |
| 2010               | Bratislava (Eslovaquia)        | Medalla de oro     | K1 por equipos     |
| 2012               | Augsburgo (Alemania)           | Medalla de oro     | K1 por equipos     |
| 2012               | Augsburgo (Alemania)           | Medalla de plata   | K1 individual      |
| 2014               | Viena (Austria)                | Medalla de plata   | K1 individual      |
| 2016               | Liptovský Mikuláš (Eslovaquia) | Medalla de oro     | K1 individual      |
| 2016               | Liptovský Mikuláš (Eslovaquia) | Medalla de plata   | K1 por equipos     |